# Impasse des Cloÿs
Impasse des Cloÿs är en återvändsgata i Quartier des Grandes-Carrières i Paris artonde arrondissement. Gatans namn är av oklart ursprung. Impasse des Cloÿs börjar vid Rue des Cloÿs 23.

## Omgivningar
- Sainte-Geneviève des Grandes Carrières
- Saint-Jean de Montmartre
- Square Léon-Serpollet
- Square Raymond-Souplex
- Passage des Cloÿs
- Rue Montcalm

## Bilder
| - Gatuskylt. - Sainte-Geneviève des Grandes Carrières. - Saint-Jean de Montmartre. - Passage des Cloÿs. - Rue Montcalm. |

## Kommunikationer
- Tunnelbana – linje  – Jules Joffrin
- Tunnelbana – linje  – Lamarck – Caulaincourt
- Busshållplats Duhesme – Le Ruisseau – Paris bussnät

### Webbkällor
- ”Impasse des Cloÿs”. Mairie de Paris. https://web.archive.org/web/20150910013959/http://www.v2asp.paris.fr/commun/v2asp/v2/nomenclature_voies/Voieactu/2154.nom.htm. Läst 6 september 2023.
- ”Impasse des Cloÿs (18ème arrondissement)”. Les rues de Paris. https://web.archive.org/web/20190502172419/http://www.parisrues.com/rues18/paris-18-impasse-des-cloys.html. Läst 6 september 2023.